# Rachamim Talbi
Rachamim Talbi (Hebreeuws: רחמים טלבי), geboren als Rachamim Talbiev (Bulgaars: Paхaмим Taлбиeв) (Vidin, 17 mei 1943),  is een Israëlisch voormalig voetballer. Hij speelde onder meer voor Maccabi Tel Aviv FC en Hapoel Marmorek. Tussen 1965 en 1973 speelde Talbi voor het Israëlisch voetbalelftal, waarbij hij onder andere meedeed aan de Wereldkampioenschap voetbal 1970.
Talbiev werd geboren in Vidin, een kleine stad in het noordoosten van Bulgarije. Na de Israëlische onafhankelijkheidsverklaring van 1948 verhuisden zijn ouders naar Israël, waar ze hun achternaam "Talbiev" veranderden in "Talbi". In 1962 trad Talbi toe tot het professionele team van Maccabi Tel-Aviv. Zijn eerste wedstrijden speelde hij in 1963. Hij werd al snel een starter en huldigde zijn eerste nationale teamselectie in in 1965.
Rahamim Talbi nam deel aan drie wedstrijden in de voorrondes voor het WK 1966 en drie in de kwalificaties voor het WK 1970. Hij werd geselecteerd voor de Olympische Zomerspelen van 1968 en scoorde een doelpunt tegen El Salvador. Ondertussen won hij twee keer de AFC Champions League.